# ظهر بنفش
ظهر بنفش (فرانسوی: Plein Soleil‎، ایتالیایی: Delitto in pieno sole) فیلمی در سبک درام جنایی به کارگردانی رنه کلمان است که در سال ۱۹۶۰ منتشر شد.

## بازیگران
- آلن دلون
- موریس رونه
- آوه نینکی
- الویرا پوپسکو
- پل هرمان مولر
- رومی اشنایدر
- فرانک لاتیمور